# Gnamptogenys lineolata
Gnamptogenys lineolata é uma espécie de formiga do gênero Gnamptogenys.